# Bellator 104
Bellator CIV foi um evento de artes marciais mistas promovido pelo Bellator MMA, ocorrido em 18 de outubro de 2013 no U.S. Cellular Center em Cedar Rapids, Iowa. 

## Background
O evento contou com as semifinais do Torneio de Meio-Médios.

## Ligações Externas
http://www.sherdog.com/events/Bellator-MMA-Bellator-104-31731